# Olga Kharlampovich
Olga Kharlampovich, russisch Ольга Георгиевна Харлампович, Transkription Olga Charlampowitsch, (* 1958) ist eine russisch-kanadische Mathematikerin, die sich mit geometrischer und kombinatorischer Gruppentheorie befasst speziell unter algorithmischen Aspekten.

## Leben
Kharlampovich wurde 1984 bei Lev Shevrin an der Staatlichen Universität des Urals promoviert (Algorithmische und andere kombinatorische Probleme für Gruppen und Lie-Algebren). 1990 habilitierte sie sich (russischer Doktortitel) am Steklow-Institut in Moskau. Sie war seit 1999 Professorin an der McGill University. Seit 2011 ist sie Professorin am Hunter College der City University of New York.
2006 löste sie mit Alexei Myasnikov unabhängig von Zlil Sela das Tarski-Problem (1945) der Äquivalenz der Theorien erster Ordnung endlich erzeugter nichtabelscher freier Gruppen.
Als Studentin löste sie 1980 ein Problem von Pjotr Sergejewitsch Nowikow und Sergei Iwanowitsch Adjan. Nowikow und Boone hatten die Unlösbarkeit des Wortproblems für endlich präsentierte Gruppen gezeigt. Nowikow und Adjan schlugen 1973 das entsprechende Problem für endlich präsentierte Gruppen, die eine nichttriviale Identität erfüllen vor. Kharlampovich konstruierte eine in drei Schritten auflösbare Gruppe (endlich präsentiert) mit unlösbarem Wortproblem. Ein Jahr vorher hatte sie die Unlösbarkeit des Entscheidungsproblems für endliche nilpotente Gruppen gezeigt (ein Problem von Kargapolov und Malzew). Für diese Arbeiten erhielt sie eine Goldmedaille der Sowjetischen Akademie der Wissenschaften.
Sie untersuchte später den Zusammenhang zwischen algebraischen und algorithmischen Eigenschaften in Varietäten über Gruppen und Liegruppen, insbesondere in Bezug auf die Entscheidbarkeit des Wortproblems.
Mit weiteren russischen Mathematikern begründete sie das Forschungsgebiet der Algebraischen Geometrie über Gruppen.
1996 erhielt sie den Krieger-Nelson-Preis. 2014 war sie eingeladene Sprecherin (Invited Speaker) auf dem ICM in Seoul mit Alexei Miasnikov (Model theory and algebraic geometry in groups, non-standard actions and algorithmic problems).

## Schriften
- mit Mark Sapir Algorithmic Problems in Varieties, a survey, International Journal of Algebra and Computation, Band 12, 1995, S. 379–602